# União dos Palmares
União dos Palmares is een gemeente in de Braziliaanse deelstaat Alagoas. De gemeente telt 66.477 inwoners (schatting 2017).

## Aangrenzende gemeenten
De gemeente grenst aan Branquinha, Capela, Chã Preta, Colônia Leopoldina, Flexeiras, Ibateguara, Joaquim Gomes, Murici, Santana do Mundaú, São José da Laje en Viçosa.

## Verkeer en vervoer
De plaats ligt aan de noord-zuidlopende weg BR-104 tussen Macau en Maceió. Daarnaast ligt ze aan de weg AL-205.